# 28772 Bonamico
28772 Bonamico è un asteroide della fascia principale. Scoperto nel 2000, presenta un'orbita caratterizzata da un semiasse maggiore pari a 2,816995 UA e da un'eccentricità di 0,020973, inclinata di 5,188444° rispetto all'eclittica. Ha un periodo di rotazione di 2,8132 ore.